# Organització política del Perú
Segons la constitució, la República del Perú és un estat unitari i descentralitzat.

## Història
En néixer la república, les aleshores intendències del Virregnat del Perú van ser convertides en els departaments de la flamant República Peruana. Aquests al seu torn es van subdividir en 56 províncies i 439 districtes. L'any 1821, el Perú comptava amb set departaments:
- Arequipa
- Huamanga
- Cusco
- Junín
- La Libertat
- Lima
- Puno

Aquests, al seu torn, van anar subdividint-se progressivament.
El 22 d'abril de 1857 la província del Callao és elevada al nivell de Província constitucional pel govern de Ramón Castilla, sent l'única que va aconseguir aquest estatus legal d'autonomia interna (va continuar formant part del departament de Lima).
Com a resultat de la Guerra del Pacífic el Perú perd el Regió de Tarapacá i la provincia d'Arica.
A mitjans dels anys 1980 el govern de Alan García Pérez va decretar la creació de regions, i va iniciar la regionalització del Perú.
Aquesta primera regionalització es va dur a terme amb gran pressa, la qual cosa va produir seriosos problemes administratius i de límits, per la qual cosa el projecte va ser avortat pel govern d'Alberto Fujimori, mantenint algunes de les seves funcions pels Consells Transitoris d'Administració Regional (CTAR), als quals se'ls va donar àmbit departamental. El març de 2002 el territori peruà comptava amb 24 departaments, 194 províncies i 1828 districtes.
El 16 de novembre de 2002, durant el govern d'Alejandro Toledo, es va promulgar la Llei Orgànica de Governs Regionals, publicada en el diari oficial El Peruano l'endemà, en el que establia la reactivació del procés de regionalització. En virtut d'aquesta norma, es crea al país un nou nivell subdivisional, les Regions del Perú, sobre el territori dels departaments però preveient mútues fusions de manera que cada regió englobi territoris de diferents departaments. L'octubre de 2005 es va portar a cap el primer referèndum per a la unió de diferents departaments en regions. Totes les iniciatives van ser rebutjades per la població, sent en el departament d'Arequipa a l'únic lloc que va guanyar la proposta per la regionalització.
Actualment el Perú continua amb els Departaments com a Regions, que són ens administratius de govern. El terme Departament i el terme Regió fan al·lusió a un mateix territori. Emperò, fins a la culminació del procés de regionalització, l'estructura estatal continua considerant els departaments com Regions base de l'organització territorial.

## Divisions politicoadministratives
El territori peruà està subdividit en circumscripcions territorials com regions, departaments i centres poblats per organitzar a l'Estat i al govern al nivell nacional, regional i local.
Cada nivell de govern té autonomia, o el dret de fer normes, regular i administrar els assumptes públics de la seva competència.
- L'autonomia pot ser política per adoptar i concordar polítiques, aprovar i expedir normes, decidir a través dels seus òrgans de govern i desenvolupar les seves funcions.
- L'autonomia administrativa es refereix a la facultat d'organitzar-se a més de reglamentar i determinar els serveis públics.
- Finalment, l'autonomia econòmica és la facultat de crear, recaptar i administrar les seves rendes i ingressos propis així com aprovar els seus pressuposts institucionals. Això ha de ser conforme a les Lleis de Gestió Pressupostària de l'Estat i les Lleis Anuals de Pressupost. El seu exercici suposa reconèixer el dret a percebre els recursos que els assigni l'Estat per al compliment de les seves funcions i competencies.[2]

### Circumscripcions del govern regional: Regions i Departaments
Segons l'actual ordenament jurídic, són circumscripcions amb autonomia regional les regions i els departaments, que compten amb un Govern Regional. En l'actualitat, el país està dividit en 24 departaments i la Província constitucional del Callao, herència de l'antic model d'organització territorial, que es preveu conformin regions mitjançant fusió de les mateixes aprovades via referèndum.
Com a excepció, la Província de Lima, seu de la capital, no formaria part de la jurisdicció de cap govern regional i la Província Constitucional del Callao conservarà el seu Govern Regional sense fusionar-se amb cap departament.

### Circumscripcions del govern local: Províncies i Districtes
El país està dividit en 196 províncies, les quals es divideixen al seu torn en 1869 Districtes. A més, es troba en procés de regionalització, és a dir, conformar Regions per la unió dels territoris de dos o més departaments  mitjançant referèndums vinculants, encara que en els últims temps s'ha vist una negativa cap a aquesta proposta.
La Província de Lima compta amb un règim especial per ser seu de la Ciutat Capital de la República, Lima i no pertany a cap regió. Igualment, el Callao, que ha ostentat el títol de província constitucional, a partir de 2002 va passar a tenir un Govern Regional autònom.

### Problemes de delimitació
Segons dades de l'INEI, del total de creacions polítiques al Perú des de l'època de la Independència fins a l'actualitat, el 68% de províncies i el 85% de districtes es troben sense límits definits (això sense considerar la relació amb la cartografia bàsica). Igualment el 85% dels centres poblats que constitueixen les províncies i districtes no tenen reconeixement oficial de categories establertes segons D.S 044-90-PCM. Per tant, hi ha una gran tasca de forma que les municipalitats provincials i distritales, elaborin la delimitació i demarcació del seu territori per solucionar, enfortir la unitat i desenvolupament del país i dels seus pobles.

## Descentralització
La descentralització consisteix en la separació de competències i funcions entre els tres nivells de govern (govern nacional, regional i local) així com un equilibrat exercici del poder en benefici de la població Ha de ser un procés permanent, dinàmic, irreversible, democràtica, integral, subsidiaria i gradual.
Els objectius que persegueixen són:
- Polítics: la unitat i l'eficiència de l'Estat; la representació política i d'intermediació; participació i fiscalització dels ciutadans; institucionalització dels governs regionals i locals.[7] *Econòmics: Desenvolupament econòmic, autosostingut i de la competitivitat de les diferents regions i localitats del país; cobertura de serveis socials; disposició de la infraestructura econòmica i social per promoure la inversió descentralitzada; redistribució equitativa de recursos de l'Estat; la potenciació del finançament regional i local.[7]
- Administratius: Modernització i eficiència dels processos i sistemes d'administració; simplificació de tràmits; evitar la duplicació de funcions i recursos.[7]
- Socials: Crear capital humà competitiu a nivell nacional i internacional; participació ciutadana, participació de comunitats camperoles i natives; promoure el desenvolupament humà.[7]
- Ambientals: Una ordenació territorial i de l'entorn ambiental sostenible; gestió sostenible dels recursos naturals i de qualitat ambiental; coordinació i concertació interinstitucional i participació ciutadana en tots els nivells del Sistema Nacional de Gestió Ambiental.[7]

### Consejo Nacional de Descentralización
Es va crear sota la llei Núm. 27783 de Bases de la Descentralització com a organisme independent i descentralitzat adscrit a la PCM. S'encarrega de la direcció i la conducció del procés. Está format per 9 representants: 1 representant del President, 2 del PCM, 2 del Ministeri d'Economia, 2 dels Governs Regionals i 2 dels Governs Locals.
Les seves funcions són:
- Conduir, executar, monitorar i avaluar la transferència de competències i recursos *Capacitar i preparar en gestió i gerència pública a nivell regional i municipal.
- Coordinar els plans de desenvolupament nacional, regional i local.
- Canalitzar i donar suport a la cooperació tècnica nacional i internacional.
- Brindar assistència tècnica i financera no reemborsable en matèria d'inversions i concessions, en coordinació amb els organismes especialitzats del govern nacional.
- Desenvolupar i conduir un sistema d'informació per al procés de descentralització.
- Promoure la integració regional i el seu enfortiment. Per supervisar aquest procés, la Llei de Bases de la Descentralització va crear el Consell Nacional de Descentralización.[10] Tanmateix, aquesta institució va ser criticada de ser burocràtica i inefectiva pel govern d'Alan García, l'actual president del Perú. Per això, el 24 de gener de 2007, el consell va ser abolit i reemplaçat per la Secretaria de Descentralització, una dependència del Primer Ministre del Perú.[11] Dos mesos després, els presidents regionals reunits a la ciutat d'Huánuco van establir una Assemblea Nacional de Governs Regionals com una institució de coordinació alternativa, independent del Govern Central.[12]

### Secretaría de Descentralización
És l'òrgan que s'encarrega de dirigir i conduir el procés de descentralització. Depèn de la Secretaria General de la PCM. És un enllaç entre el Govern Nacional, i els Governs Regionals i Locals.
Les seves funcions són:
- Avaluar i articular els plans sectorials i coordinar la formulació dels Plans Anuals de Transferències.
- Conduir, executar, monitorar i avaluar la transferència de competències i recursos del govern nacional els Governs Regionals i Locals.
- Promoure el desenvolupament de capacitats de gestió a nivell Regional i Local.
- Coordinar i articular polítiques i plans de gestió descentralitzada, i proposar el Pla Nacional de Regionalització.
- Promoure la integració regional i local i el seu enfortiment.
- Articular i enfortir la coordinació entre el Govern Nacional, i els Governs Regionals i Locals en el marc del diàleg i la concertació.
- Promoure la constitució de les Juntes de Coordinació Interregional, la conformació de regions i la integració de províncies i districtes.
- Coordinar amb les instàncies corresponents, l'adequació de la normativitat del Govern Nacional i dels Governs Regionals i Locals, en el marc del procés de descentralització.
- Supervisar el desenvolupament de plataformes regionals de competitivitat que permetin el desenvolupament dels Governs Regionals i Locals.
- Emetre opinió sobre les controvèrsies que es produeixin durant el procés d'acreditació.
- Elaborar l'Informe anual sobre el procés de descentralització que es remetrà al Congrés de la República.
- Brindar assessorament al President del Consell de Ministres en matèria de Descentralització, i recolzar l'acció de la Presidència del Consell de Ministres en els fons d'inversió.
- Aprovar i proposar normes en matèria de Descentralització.
- Expedir l'informe previ favorable i realitzar la determinació de les sumes a què es refereixen el numeral 5 incisos a) i c) de l'article 15è de la Llei Núm. 28411 - Llei General del Sistema Nacional de Pressupost.
- Supervisar el compliment de la Política Nacional en matèria de Descentralització.
- Brindar assistència tècnica i/o financera no reemborsable en matèria d'inversions i concessions, en coordinació amb organismes especialitzats del govern nacional.
- Emetre opinió tècnica i legal; i brindar assessoria i assistència tècnica i legal, en matèria de la seva competència.
- Administrar el Registre de Mancomunitats Municipals i el Registre Nacional de Juntes de Coordinació Interregional.
- Rebre la informació trimestral dels Governs Regionals i Locals.

## Curiositats
- Tant la Província Constitucional del Callao com la Província de Lima sempre van ser províncies independents entre si tot i que, malgrat la seva conurbació, no van integrar juntes una Regió Metropolitana de Lima-Callao .
- Històricament els departaments es constituïen al voltant d'una ciutat important. És per això que la majoria dels departaments tenen el nom de la seva ciutat capital que és, generalment, la seva ciutat més important.
- Encara que la capital regional sol ser el centre econòmic i cultural de la seva regió, existeixen notòries rivalitats com en el Departament d'Ancash (Chimbote i Huaraz), en el Departament d'Apurímac (Andahuaylas i Abancay), en el Departament de San Martín (Tarapoto, Juanjui i Moyobamba), en el Departament de Moquegua (Ilo i Moquegua) i en el Departament de Puno (Juliaca i Puno).
- La capital del Departament de Lima era la ciutat de Lima, per la qual cosa la seu del Govern Regional de Lima va passar temporalment a la ciutat de Huacho quan es va declarar el règim especial en la Província de Lima. Tanmateix encara no s'ha establert com a seu definitiva.

## Divisió del Poder Judicial: Districtes Judicials
El Poder Judicial del Perú organitza la seva acció basant-se en Districtes judicials (28). A diferència de l'organització territorial administrativa, basada en l'afinitat, identitat o llaços històrics dels cohabitants d'un determinat territori, l'organització territorial judicial és més pragmàtica, com les vies de comunicació que hi ha entre les diferents localitats i la quantitat de processos que pot assumir cada Sala perquè el funcionament d'aquestes sigui el més eficaç possible. Aquest és el cas de la província de Lima, on es van haver de crear cinc sales per donar l'abast a tota la càrrega processal que hi ha en aquesta jurisdicció.

## Elecció del Congrés de la República: Districtes Electorals
En el cas de l'elecció dels membres del Congrés de la República del Perú, el territori es divideix en 25 districtes electorals, els 24 Departaments més la Província Constitucional del Callao (El Districte Electoral de Lima inclou la Província de Lima i al representant dels ciutadans en l'exterior). A cada Districte Electoral li correspon un escó obligatori, repartint-se els restants 95 d'acord amb la població de cadascun.